# BYD Sealion 05 EV
BYD Sealion 05 EV — компактний електричний кросовер, що виробляється BYD Auto з 2025 року.

## Огляд

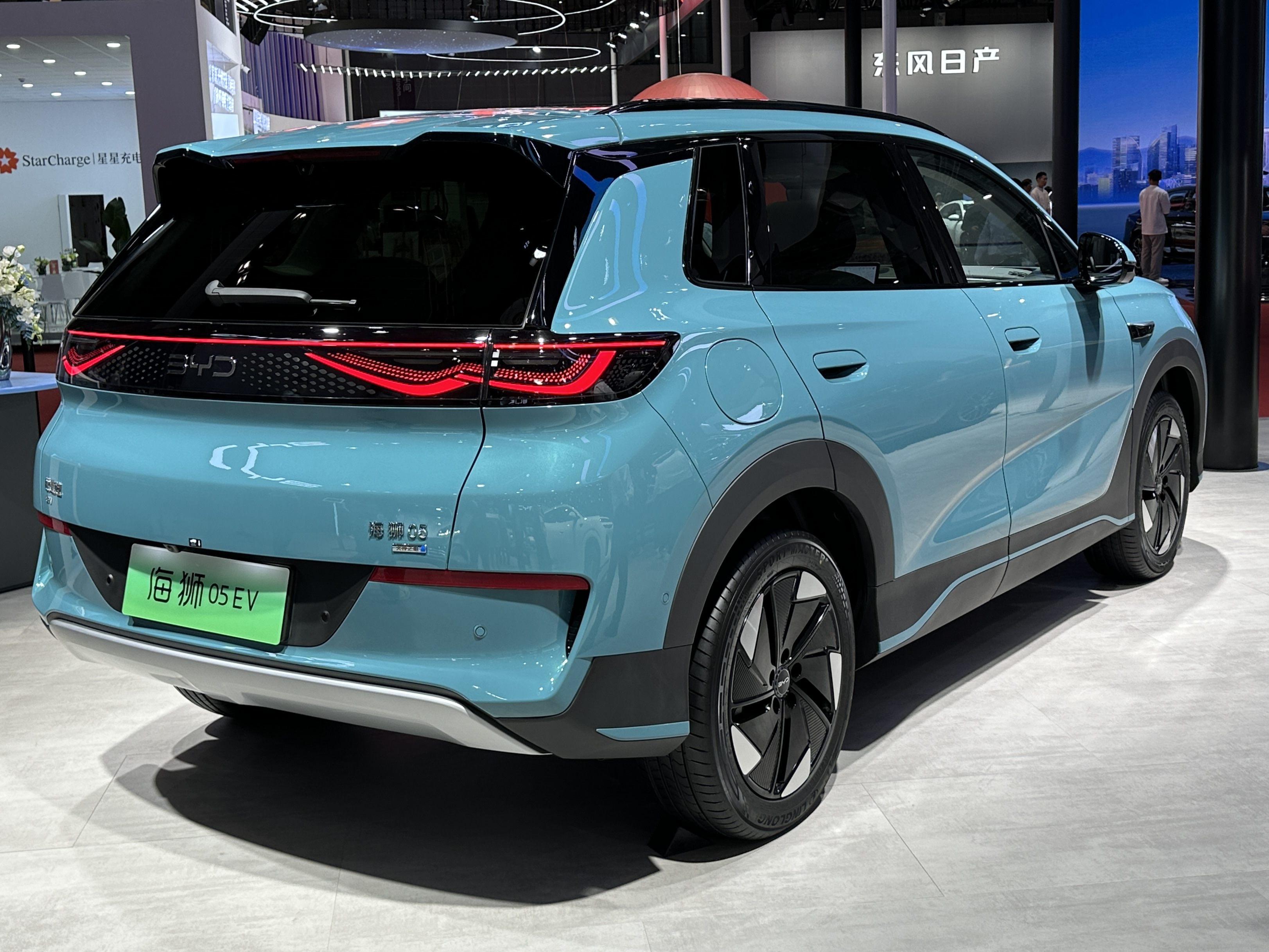

Sealion 05 EV було запущено в Китаї 25 березня 2025 року у трьох комплектаціях.
Він є частиною лінійки позашляховиків «Sealion» (海狮; Hǎishī) серії Ocean Series, що розповсюджуються через дилерські центри Ocean Network у Китаї.
Зовнішній вигляд Sealion 05 EV виконаний у стилі дизайну Ocean Aesthetics, відомій компанією бренду. Він вирізняється мінімалістичним дизайном передньої панелі з невеликим повітрозабірником, приглушеними дверними ручками, чорною пластиковою обробкою колісних арок та безперервною світлодіодною задньою фарою.
Інтер'єр Sealion 05 EV оснащений 8,8-дюймовою РК-панеллю приладів, 12,8-дюймовим сенсорним екраном інформаційно-розважальної системи, а важіль перемикання передач, що використовується для автоматичної коробки передач, розташований за кермом.
Центральний тунель має ряд фізичних кнопок, бездротову зарядну панель для телефону, пару підсклянників, додаткове місце для зберігання речей під центральною консоллю та відділення для зберігання з функціями охолодження та обігріву. Об'єм багажного відділення становить 600 літрів і може збільшитися до 1460 літрів зі складеними задніми сидіннями. Переднє багажне відділення має об'єм 110 літрів.
Для безпеки Sealion 05 EV оснащений системою допомоги водієві God's Eye C (DiPilot 100), яка працює на основі п'яти радарів, 12 ультразвукових радарів та 12 камер.